# 한계효용
한계효용(限界效用, 영어: marginal utility)은 재화나 용역이 증가 혹은 감소함에 따라 주관적으로 매겨지는 경제적 효용(혹은 가치)의 관계에 대한 개념이다. 일반적으로 합리적인 경제에서 인간 행동은 자신에게 가장 시급한 욕구를 충족하는 일을 가장 먼저 하거나 가치를 두는 특성이 있다. 따라서 어떤 사람이 재화나 용역을 이용하여 효용을 얻고자 할 때 주관적으로 판단되는 욕망   충족의 정도인 효용의 가치가 높은 것부터 낮은 것 쪽으로 추구한다.재화나 용역의 한계효용은 그 재화나 용역을 사용하는 것을 증가하거나 감소함에 따라 변화한 가치의 양을 상정한 것인데 이런 변화에서 추가의 1단위 즉 경계인 단위에서의 재화나 용역의 효용을 한계효용이라고 한다. 이후 경제학자들은 이를 가격이 결정되는 것을 설명하는 법칙에 이용하고자 하였다.

## 서론
1844년 쥘 뒤피(Jules Dupuit)가 소비되는 재화의 양이 늘어날수록 소비자의 한계효용이 감소한다는 것을 교량의 통행료 책정의 문제 연구를 통해 한계효용법칙 혹은 한계효용의 하락법칙이 알려지게 되었다.
예를 들어 물은 일반적으로 이용가치가 매우 높은 재화이다. 그러나 소비에 따라 효용은 증가하거나 감소할 수 있다. 가령 물 1리터의 가격이 50원이라고 할 때 갈증이 있다면 첫 번째 50원을 주고 사는 물 1리터의 가치는 매우 높다. 그러나 차츰 구매하는 물이 늘어나면 나중에는 그 가치가 떨어지게 되고 어느 점에서는 50원의 가치보다도 더 적게 되고 마지막으로 구매하는 물은 적어도 50원의 가치가 있다고 믿어지는 것이다. 또한 가격이 떨어지게 되면 자신의 갈증 같은 시급한 욕구뿐만 아니라 가치가 더 떨어지는 일 청소나 정원에 물주기를 할 수 있게 된다. 이때 물 가격이 50원일 때와 40원일 때에 추가로 물을 쓰는 행태를 분석하면 물의 가격에 따른 효용의 변화를 이해할 수 있다.

## 한계효용 체감의 법칙
허만 고센(Hermann Heinrich Gossen)이 주장한 고센의 제1법칙은 한계효용의 체감법칙이라고도 불린다. 이 법칙은 어떤 사람이 동일한 재화나 서비스를 소비함에 따라 느끼는 주관적인 만족도(혹은 필요도)가 점차 감소한다는 것이다. 예를 들어 갈증이 있는 사람이 물을 마실 때 첫 모금에서 느끼는 만족 즉 효용은 가장 크고 마실수록 점차 꾸준히 감소하게 되어서, 너무 많이 마실 경우 오히려 부작용을 초래할 수도 있는 것이다.

## 한계효용 균등의 법칙
일반적으로 소비자는 가진 소득으로 최대의 효용을 얻는 합리적인 소비를 한다고 가정한다. 이것은 한계효용의 변화에서 몇 종류의 재화를 같이 소비할 때 각각의 재화가 가진 한계효용이 같지 않다면 한계효용이 낮은 재화를 소비하는 대신 한계효용이 높은 다른 재화를 소비하여 전체의 효용을 크게하는 것이다.
예를 들어 3만 원어치의 과일을 살 수 있을 때 사과가 100원이고 배가 200원이라면 사과를 좋아하는 사람은 사과를 많이 사겠지만 많이 살수록 효용은 낮아진다. 따라서 이성적인 소비를 하지만 마지막으로 추가하는 사과의 효용보다 배의 효용이 더 크다면 배를 추가로 사는 것이 합리적이다. 비슷하게 사과 100개를 가진 사람과 배 100개를 가진 사람이 있을 때 각각의 100번째의 사과와 배는 효용이 매우 적다. 이때 이 둘이 서로 교환을 하여 각각의 전체 효용을 크게 할 수 있을 것이다. 이러한 교환은 적어도 한쪽이 효용을 얻는다면 계속할 수 있다.
이러한 한계분석을 통해 스탠리 제번스와 레옹 발라등이 근대 경제학으로 발전하게끔 하는 토대를 이루었는데 이를 한계혁명이라고 한다.

## 참조
1. ↑  Wieser, Friedrich von; Der natürliche Werth [Natural Value] (1889), Bk I Ch V “Marginal Utility” (HTML).

## 참고 서적
- Hager, W.H. (2004): Jules Dupuit—Eminent Hydraulic Engineer. Journal of Hydraulic Engineering, Volume 130, Issue 9, pp. 843–848. doi:10.1061/(ASCE)0733-9429(2004)130:9(843)
- 욕망의 경제학, 피터 우벨, 김태훈 옮김, 김영사, 2009, ISBN-13 : 9788934936312
- 미시경제학, 이준구, 법문사, 2008, ISBN-13: 9788918101286

## 같이 보기
- 효용
- 경제학
- 미시경제학
- 무차별곡선